# Echterdinger Bank
Die Echterdinger Bank eG ist eine Genossenschaftsbank im Stadtteil Echterdingen in der Stadt Leinfelden-Echterdingen im Landkreis Esslingen.

## Geschichte
Die Echterdinger Bank eG wurde in der früher selbstständigen Gemeinde Echterdingen gegründet und hat sich bis heute ihre Eigenständigkeit bewahrt.
Am 14. März 1914 gründeten 35 Echterdinger Bürger den Echterdinger Darlehenskassenverein. Der Darlehenskassenverein Echterdingen wurde am 14. April 1914 beim Königlichen Amtsgericht Stuttgart zur Eintragung in das Genossenschaftsregister angemeldet. In der ersten Generalversammlung wurde Gottlob Wölfe zum Vorsteher des Vereins und Albert Kizele zu dessen Stellvertreter gewählt. Friedrich Fallscheer, Friedrich Stäbler und Wilhelm Stollsteimer bildeten den damaligen Vorstand. In den Aufsichtsrat wurden Ludwig Auch als Vorsitzender und Ludwig Steckroth als sein Stellvertreter sowie Karl Krämer, Andreas Armbrust, Gottlob Raff, Friedrich Wolfer und Friedrich Fauser berufen. Als erster Rechner des Darlehenskassenvereins wurde der Kaufmann Friedrich Groß benannt.
Bis Ende 1914 wurden aus 35 Genossen schon 77, Ende 1915 bereits 104 Mitglieder. Die Bilanz zum 31. Dezember 1915 wies einen Geldumsatz von 322.705,75 Mark, Aktiva mit 78.457,09 Mark und Passiva mit 78.451,62 Mark aus – der Gewinn betrug 5,47 Mark. Im Jahr 1919 stieg der Bilanzgewinn auf 1136,47 Mark an. 1920 trat eine neue Satzung in Kraft.
Von 1935 bis 1955 hieß die Bank „Spar- und Darlehenskasse Echterdingen“, bis sie in „Genossenschaftsbank Echterdingen“ und schließlich in „Echterdinger Bank“ umbenannt wurde. 1936 wurde das erste Bank- und Lagerhaus gebaut, das 1944 zerstört wurde. Zum Ende des Zweiten Weltkrieges, 1945, wurde der Bankbetrieb in neuem Gebäude wieder aufgenommen. Als 1948 die Währungsreform beschlossen wurde, wurde ein neues Bankhaus gebaut.
Die erste 10-Millionen-Mark-Bilanz konnte die Bank 1968 und das 1000. Mitglied 1980 verzeichnen. 1986 wurde eine Bilanzsumme von 100 Millionen Mark erreicht. Seit 1984 ist die Bank im neuen Bankhaus an der Hauptstraße untergebracht. 2014 feierte die Bank ihr 100-jähriges Bestehen und gehört nach wie vor den Mitgliedern.

## Rechtsverhältnisse
Die Echterdinger Bank eG ist im Genossenschaftsregister beim Amtsgericht Stuttgart unter GnR 220068 eingetragen.

## Organisationsstruktur
Rechtsgrundlagen sind das Genossenschaftsgesetz und die durch die Generalversammlung beschlossene Satzung. Organe der Bank sind der Vorstand, der Aufsichtsrat und die Generalversammlung.
Mit 2.220 Anteilseignern ist fast jeder Fünfte Echterdinger Bürger Teilhaber der Bank. Unabhängig vom investierten Geschäftsguthaben werden die wichtigsten Entscheidungen durch die Mitgliederversammlung nach Köpfen (und nicht nach Kapital) beschlossen. Die Mitglieder wählen aus ihrer Mitte sechs Vertreter, die ehrenamtlich die Geschäftsleitung beraten und überwachen.

## Sicherungseinrichtung
Die Echterdinger Bank eG ist der amtlich anerkannten Sicherungseinrichtung des Bundesverbandes der Deutschen Volksbanken und Raiffeisenbanken GmbH und der zusätzlichen freiwilligen Sicherungseinrichtung des Bundesverbandes der Deutschen Volksbanken und Raiffeisenbanken e.V. angeschlossen.

## Geschäftsausrichtung
Die Echterdinger Bank eG betreibt das Universalbankgeschäft. Im Verbundgeschäft arbeitet sie mit der DZ Bank, R+V Versicherung, Bausparkasse Schwäbisch Hall, Teambank, VR Leasing,  DZ Hyp und der Union Investment zusammen.

## Geschäftsgebiet
Das Geschäftsgebiet liegt im Westen des Landkreises Esslingen direkt an der Grenze zu Stuttgart. Ihr Geschäftsgebiet beschränkt sich im Wesentlichen auf das Gebiet der bis zur kommunalen Gebietsreform selbständigen Gemeinde Echterdingen.
Neben der Geschäftsstelle am Hauptsitz der Bank wird keine weitere Geschäftsstelle betrieben.